# Billet de 1 000 francs Germinal
Pour les articles homonymes, voir 1 000 francs.
Recto
Chronologie
1 000 francs 1817
Le 1 000 francs Germinal est le nom donné au type du premier billet de banque en francs français créé le 21 juin 1800 par la Banque de France.

## Historique
Le 1 000 et le 500 francs Germinal mirent plusieurs années avant de trouver leurs formes définitives.
Avant d'émettre ses propres billets, la Banque de France utilise les billets de 500 et 1 000 francs de la Caisse des comptes courants surchargés de la mention « Payable à la Banque de France ».
Le 2 mars 1800, le Conseil général de la banque décidait que les mots « Caisse de Comptes courants » inscrits dans le corps du billet de 1 000 francs ainsi que sur le talon, seraient remplacés par « Banque de France », les mots « Vu par Nous Administrateurs » par « Vu par Nous Régents ». Ces coupures circuleront à partir de juin 1800, et comportent les signatures manuscrites de trois des quinze régents : Guillaume Mallet, Martin Garat et Médard Desprez.
Le 2 messidor An VIII (21 juin 1800) voit la création des premiers billets au nom de la Banque de France : un billet de 1 000 francs, mis en circulation moins d'un mois plus tard, et un billet de 500 francs, qui sera mis en circulation à la fin de 1801, deux billets qualifiés de « provisoires ».
La loi de Germinal promulguée le 14 avril 1803, octroie à la Banque de France le privilège d’émission exclusif sur Paris « pour une durée de quinze ans ». Auparavant, la banque n’était qu’un établissement émetteur au même titre que ses concurrentes. Avec cette loi, ceux-ci se voient interdire l’émission de nouveaux billets et doivent retirer avant le 23 septembre 1803 leurs propres coupures en circulation.
Le papier utilisé fut d'abord fourni par M. Guyot, de la papeterie de Buges, puis par la papeterie du Marais.
Comme pour les assignats, il comporte un filigrane (dès 1803) puis un timbre sec gravé par Louis Dupeyrat (dès 1804). Le réglage de l'impression fut assuré par Jean-Tobie Mercklein (1770-1810), sans doute associé à son frère Jean-Godefroi.

## Description
Recto
Le type Germinal dit « définitif » du billet de 1 000 francs sera émis en fin de compte le 12 décembre 1806.
Monochrome noir, d'aspect assez austère, ce type de billet présente, sur une seule face, une iconographie néoclassique composée de décors floraux ou géométriques et de figures allégoriques : des divinités gréco-latines telles Vulcain, Apollon, Cérès et Poséidon. Les artistes ayant présidé à leur création sont Charles Percier pour le dessin, Jean-Bertrand Andrieu pour la gravure et Firmin Didot pour la gravure typographique.
L'impression est réalisée in situ à l’encre noire sur un papier à deux feuilles, particulièrement résistant, insérant en filigrane, la valeur faciale inscrite en chiffres et en lettres colorés. Outre un double talon, cette coupure intègre dans un cartouche situé en bas de la vignette, la mention « Loi du 24 germinal An XI ».
Ce billet a été définitivement privé du cours légal en décembre 1897.

## Vignette provisoire de 1814

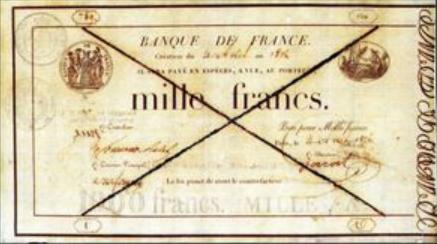
Vignette dite « provisoire » du billet de 1000 francs (1814).

Le 20 mai 1814, une vignette dite « provisoire » d’une valeur de 1 000 francs, au graphisme dépouillé, est émise, incluant pour la première fois sur un billet, la mention « La loi punit de mort le contrefacteur ».
Les années 1813 et 1814 sont marquées par des revers militaires ayant une influence néfaste sur le monde économique et politique. Devant la crainte d’une invasion ennemie et pour réduire la circulation des billets, la Banque de France décide de brûler pour 53 millions de francs de billets soit toute la réserve de billets neufs. Les planches d'impression sont également détruites.
Le 31 mars 1814, les Cosaques bivouaquent sur les Champs Élysées mais dès le 1er avril des signes d’apaisement se font jour et le tsar déclare ne pas vouloir inquiéter la Banque. Dans l'urgence, on grave puis on met en circulation cette nouvelle coupure de 1 000 francs d’une simplicité extrême.

## Remarques
- Le 1 000 francs 1800 fut imité semble-t-il quelque temps après son lancement : la date du 10 frimaire de l’An III est erronée elle devrait être du 2 messidor de l’An VIII (21 juin 1800). Le papier est très fin, il ne comporte pas de filigrane en clair mais seulement des caractères imprimés en gris pour simuler celui-ci[6].
- Jusqu'en 1808, un timbre à sec est apposé sur chaque vignette, en plus des trois signatures, de la date et d'une partie de la numérotation effectuées à la main : jugé trop fragile, le timbre à sec est abandonné et remplacé par un timbre humide dit « à l’identique », une technique mise au point par Louis Dupeyrat.
- Certaines vignettes présentent sur leurs surfaces une grande croix tracée à l'encre : le billet était ainsi annulé, c'est-à-dire que son porteur l'avait présenté au comptoir de la banque pour l’échanger contre des espèces métalliques (d'où l'expression « payable à vue ») et qu'il était en principe interdit de le représenter une seconde fois.
- Ce billet en ses différents types est très recherché par les collectionneurs. Il est d'une extrême rareté : la Banque de France, qui conserve en ses collections les premiers billets de son histoire, ne possède qu'un seul exemplaire du type Germinal émis en 1800.